# Mesocrata
Mesocrata é um termo usado para descrever rochas ígneas de cor escura, isto é, essencialmente constituída por minerais máficos (e como tal pobre em minerais félsicos). No entanto são rochas de cor mais clara que as melanocratas porque apresentam um teor de minerais máficos e sílica menor que aquelas.
Exemplos de rochas mesocratas são o andesito (rocha ígneas vulcânica) e o diorito (rocha ígneas plutónica).